# Convento de la Visitación de Santa María

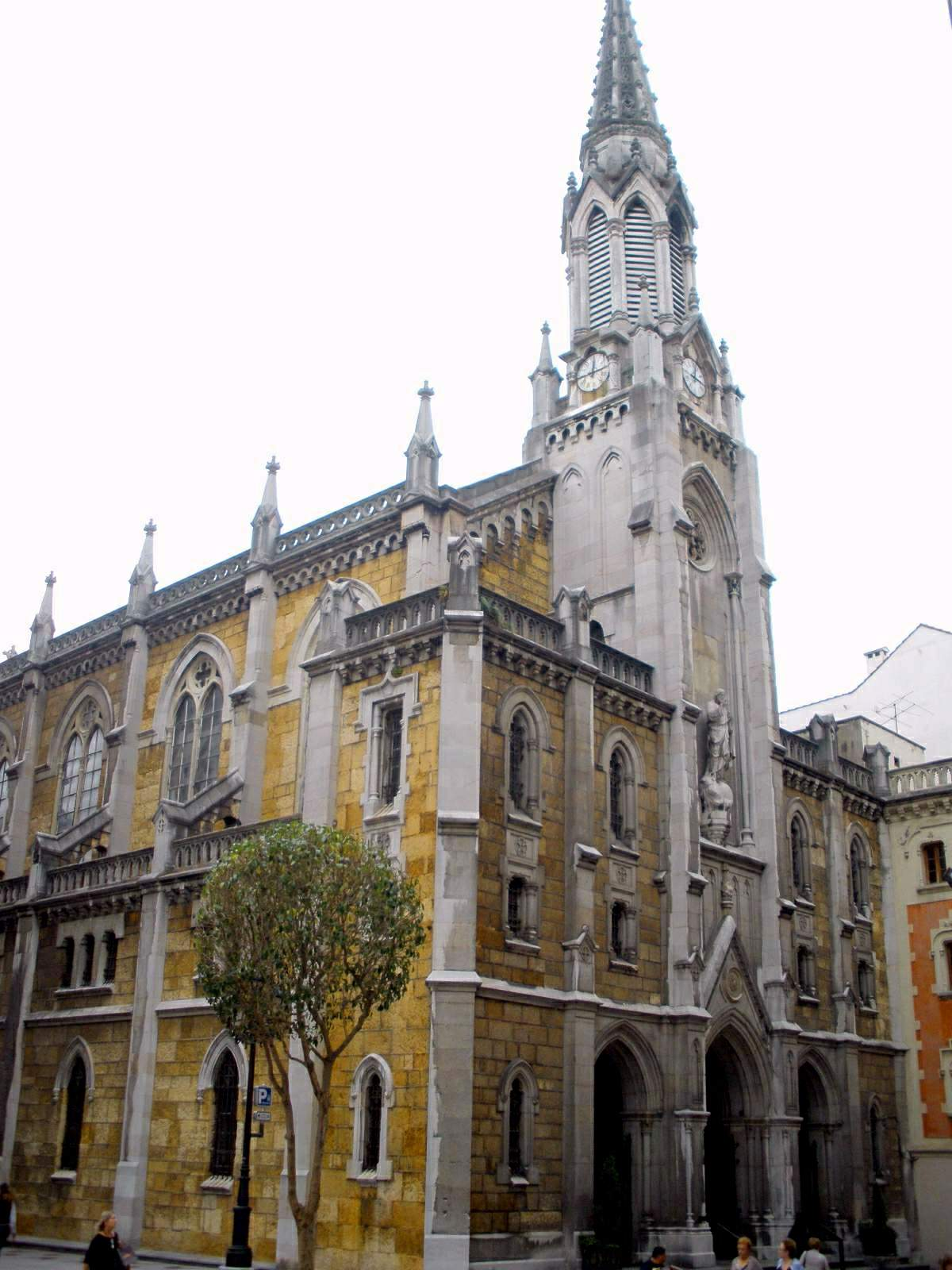
Iglesia de Las Salesas de Oviedo

El antiguo convento de la Visitación de Santa María, conocido como Las Salesas, fue un convento salesiano hoy desaparecido de la ciudad asturiana de Oviedo, España. El nuevo convento se sitúa en el barrio del Naranco.

## Historia
Fue fundado en por la Visitación de Valladolid el 26 de abril de 1881 entre las actuales calles Caveda y 9 de mayo. Era uno de los convento más grandes e importantes de la ciudad junto con el de Santa Clara, San Pelayo y San Francisco. Su planta era cuadrangular con varios anexos y un gran atrio central. Fue diseñado por Adosado al convento se construyó más tarde la iglesia del Sagrado Corazón, único elemento de antiguo convento que se conserva. Durante la Guerra Civil las monjas se refugian en el monasterio de Lugo y el convento fue utilizado como hospital militar. En 1940 vuelve pero ocupan sólo parte del edificio. En 1977 se trasladan a un nuevo convento en el Naranco y el edificio original es derribado. En el solar se edificó un gran complejo residencial con un centro comercial que mantiene el nombre del antiguo convento Salesas, perteneciente a El Corte Inglés.